# 長庚醫院站
長庚醫院站位於台灣桃園市龜山區，為桃園捷運機場線的高架捷運車站，站名取自鄰近的林口長庚紀念醫院。長庚醫療財團法人參與該站之聯合開發並興建住商混合大樓。

## 車站概要
本站位於桃園市龜山區文化一路與復興一路交叉口，當地老地名為菜公堂，後於西勢湖合稱公西而成該地地名。本站直達車與普通車皆有班次停靠，在目前班距下，本站為全線唯一直達車追越站（緩急接續），乘客可在本站進行直達車和普通車平行轉乘。車站編號為A8。

## 車站構造
本站為高架二層車站，設有兩座島式月台，站體長約92.3公尺、寬約38.6公尺，設有1處出入口、2座無障礙電梯。本站預計於此站旁的加油站用地增加1座出口。月台設有公共藝術。

### 車站樓層

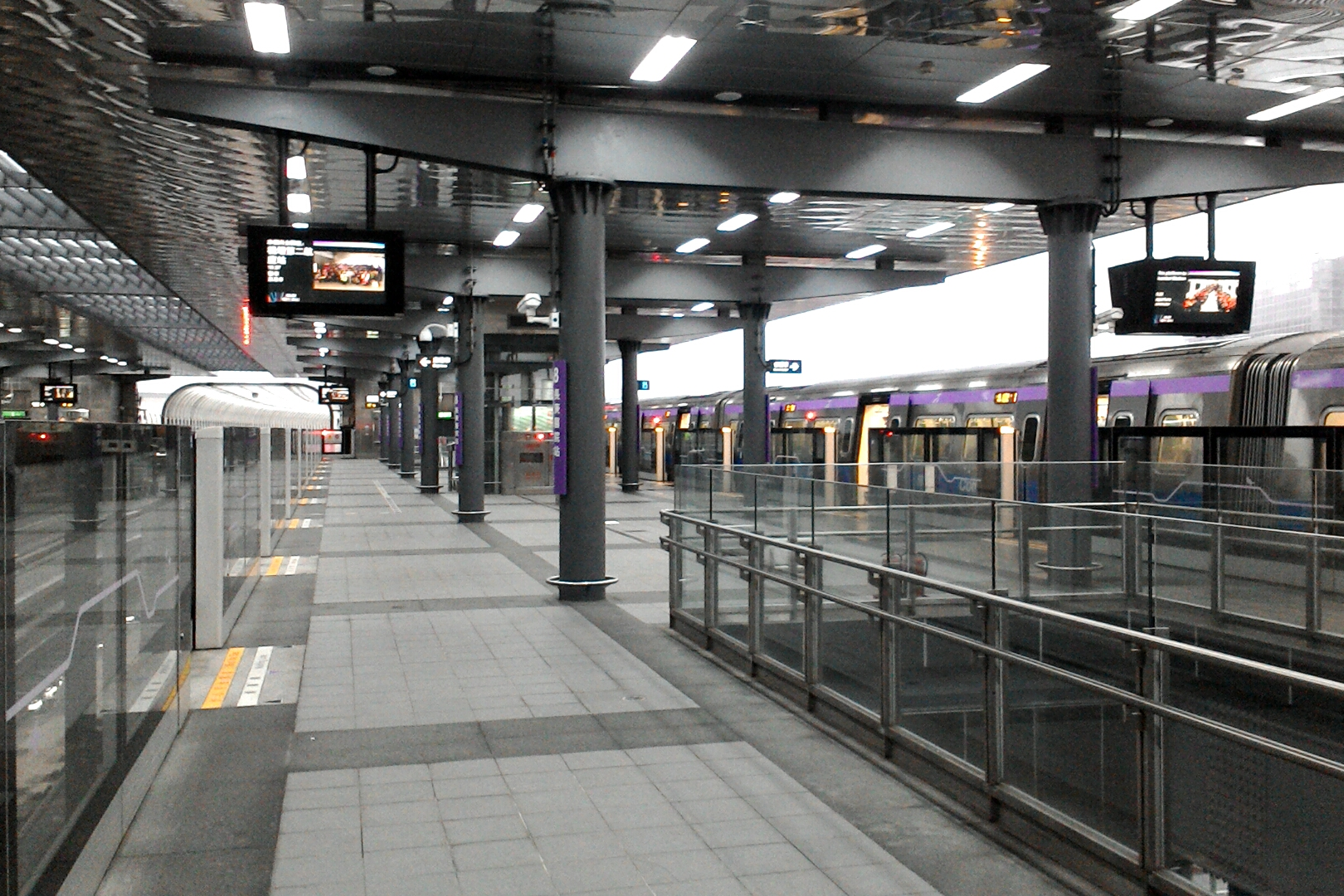
月台層，往林口(北)方向。

| 地上 三樓 | ①號月台                                  | ← 機場線 █ 普通車 往老街溪方向（林口站）                                                                  |
| 地上 三樓 | 島式月台，普通車左側開門，直達車右側開門 | |
| 地上 三樓 | ②號月台                                  | ← 機場線 █ 直達車 往機場第二航廈方向（機場第一航廈站） ← 機場線 █ 環北直達車 往環北方向（機場第一航廈站） |
| 地上 三樓 | ③號月台                                  | 機場線 █ 直達車 往台北方向（新北產業園區站）→                                                             |
| 地上 三樓 | 島式月台，普通車左側開門，直達車右側開門 | |
| 地上 三樓 | ④號月台                                  | 機場線 █ 普通車 往台北方向（體育大學站）→                                                                 |
| 地上 二樓 | 穿堂層                                   | 車站大廳、詢問處、自動售票機、驗票閘門、洗手間（站體北側付費區內）、連往環球購物中心桃園A8館的一個出入口  |
| 地面      | 大廳                                     | 出入口、車站大廳                                                                                          |

### 車站出口
出口位於車站北端，設有無障礙電梯，其上方為車站共構大樓，設有環球購物中心桃園A8店與福容大飯店桃園機場捷運A8店。
| 出入口                             | 圖片 | 位置                           |
| ---------------------------------- | ---- | ------------------------------ |
| 單一出入口 · 設有電梯 · 設有手扶梯 |      | 文化一路與復興一路交叉口東南面 |
| 註： 設有電梯 \| 設有手扶梯        |      |                                |

## 歷史
- 2017年3月2日，隨著機場捷運「臺北車站—環北」段正式通車而啟用[1]。

## 利用狀況
| 年   | 1日平均 | 1日平均 | 1日平均 |
| 年   | 上車    | 來源    |         |
| ---- | ------- | ------- | ------- |
| 2017 | 4,763   | [ 3 ]   |         |
| 2018 | 5,176   | [ 3 ]   |         |
| 2019 | 未知    |         |         |
| 2020 | 待公布  |         |         |

## 相片集

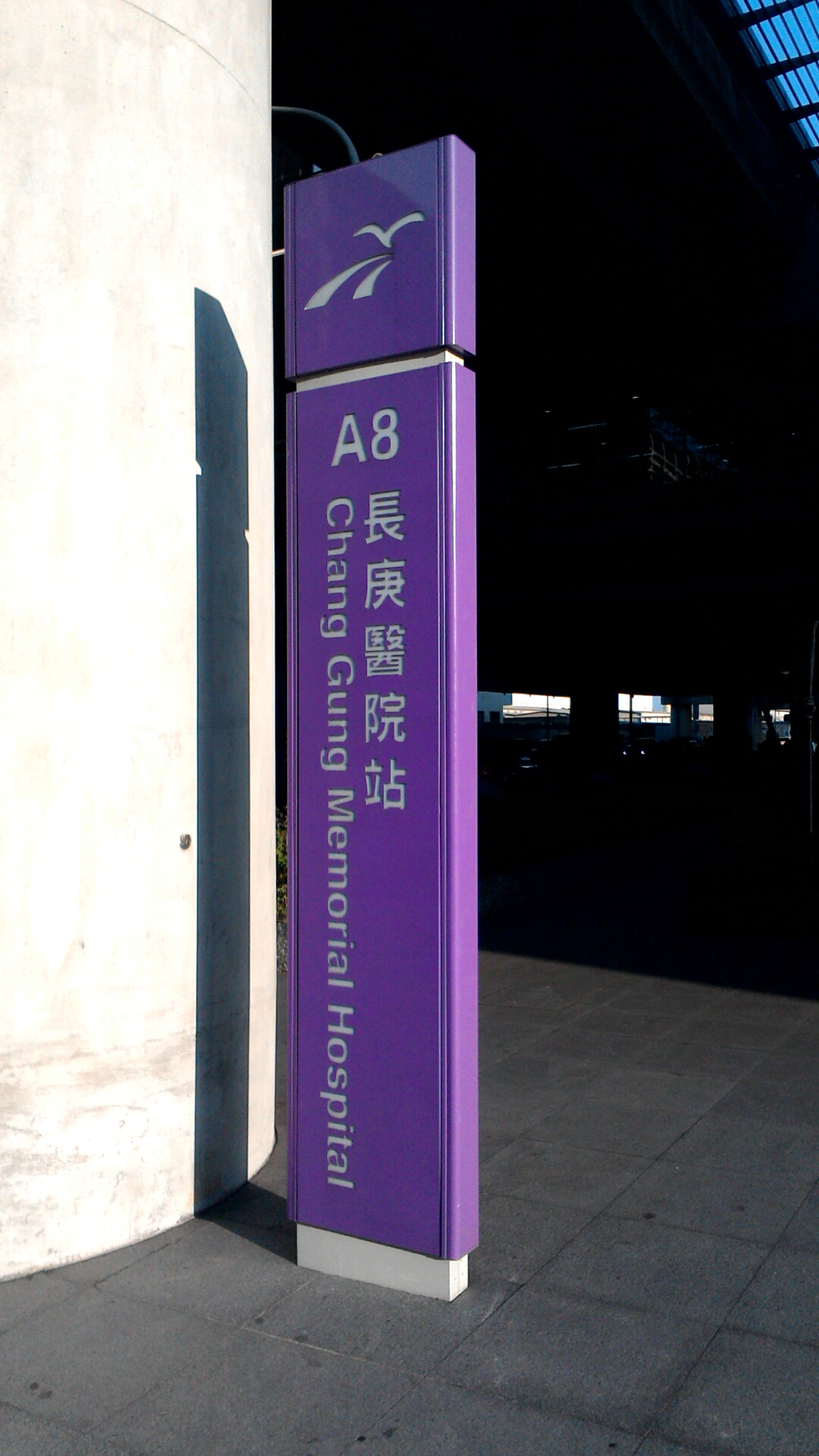
桃園機場捷運長庚醫院站立牌
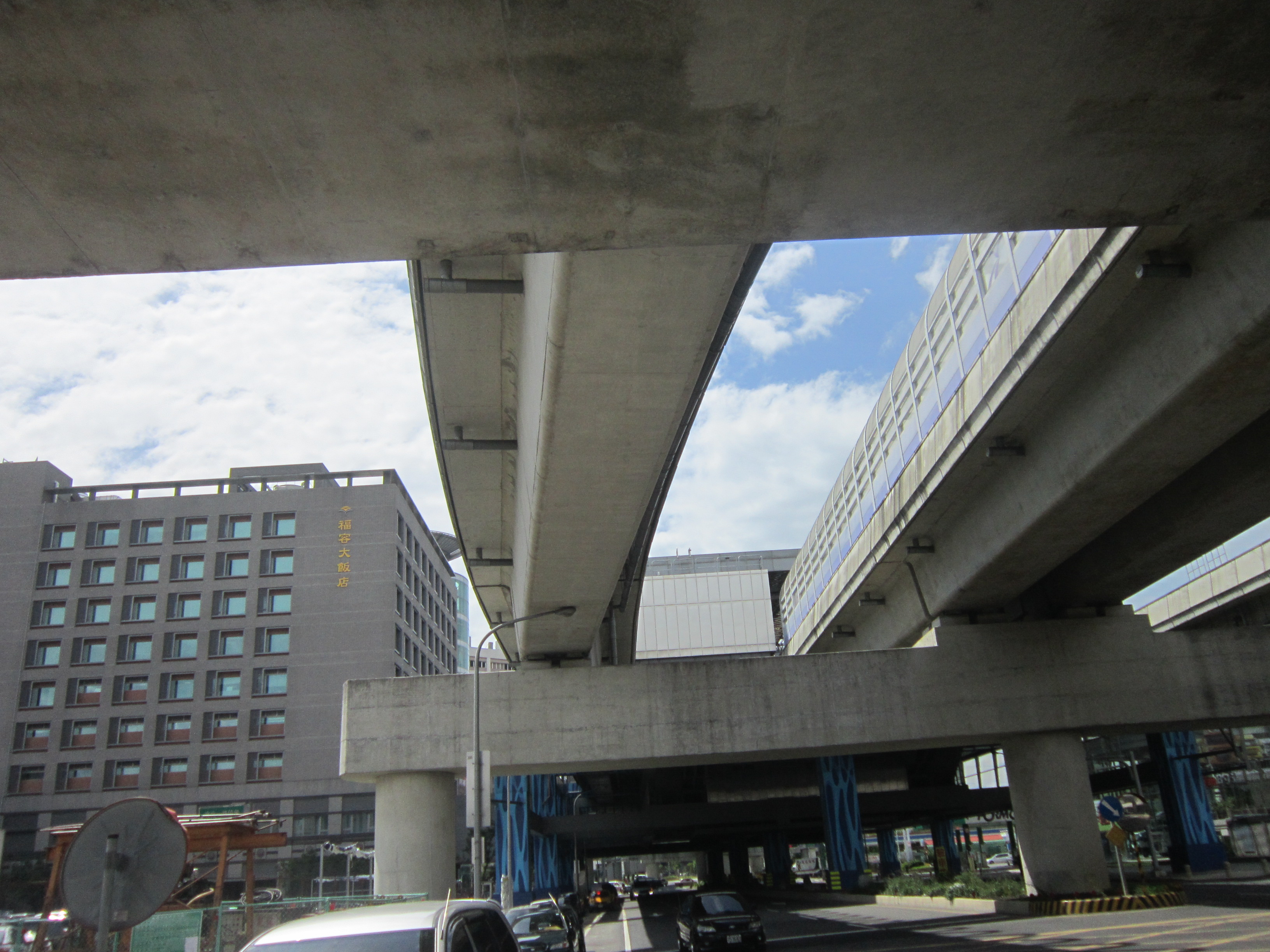
機場捷運長庚醫院站及一旁的共構大樓
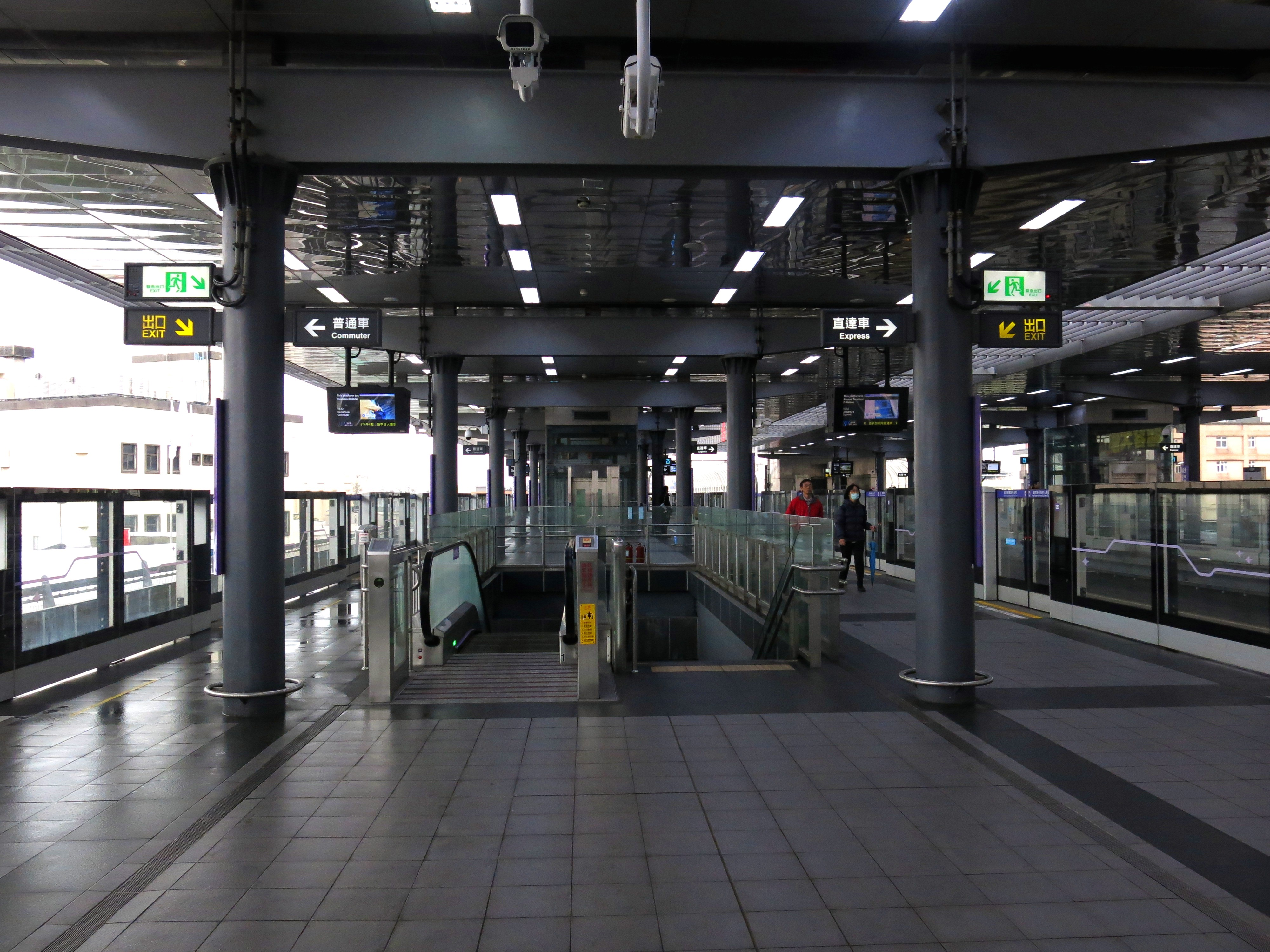
月台層
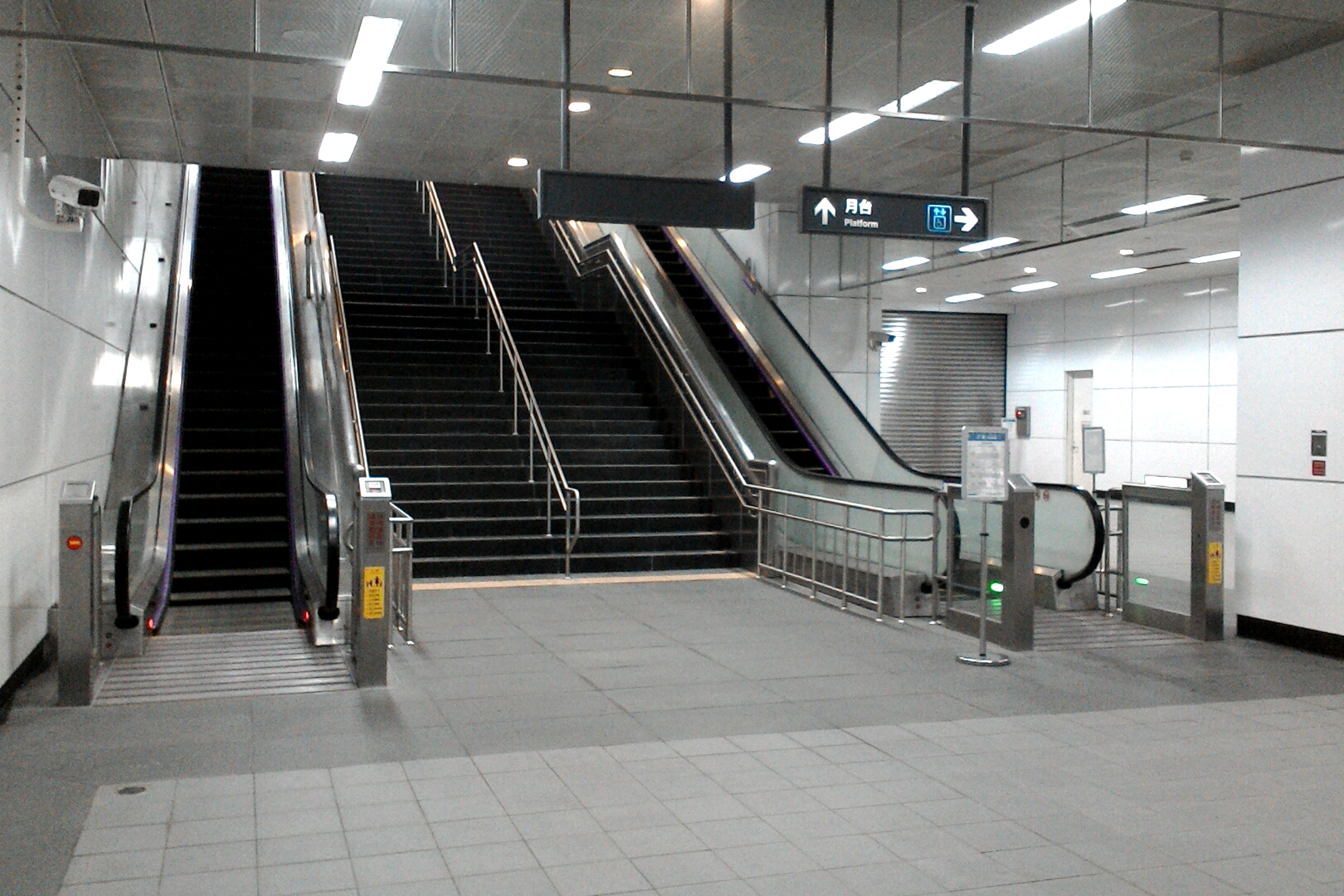
站內階梯

## 聯合開發

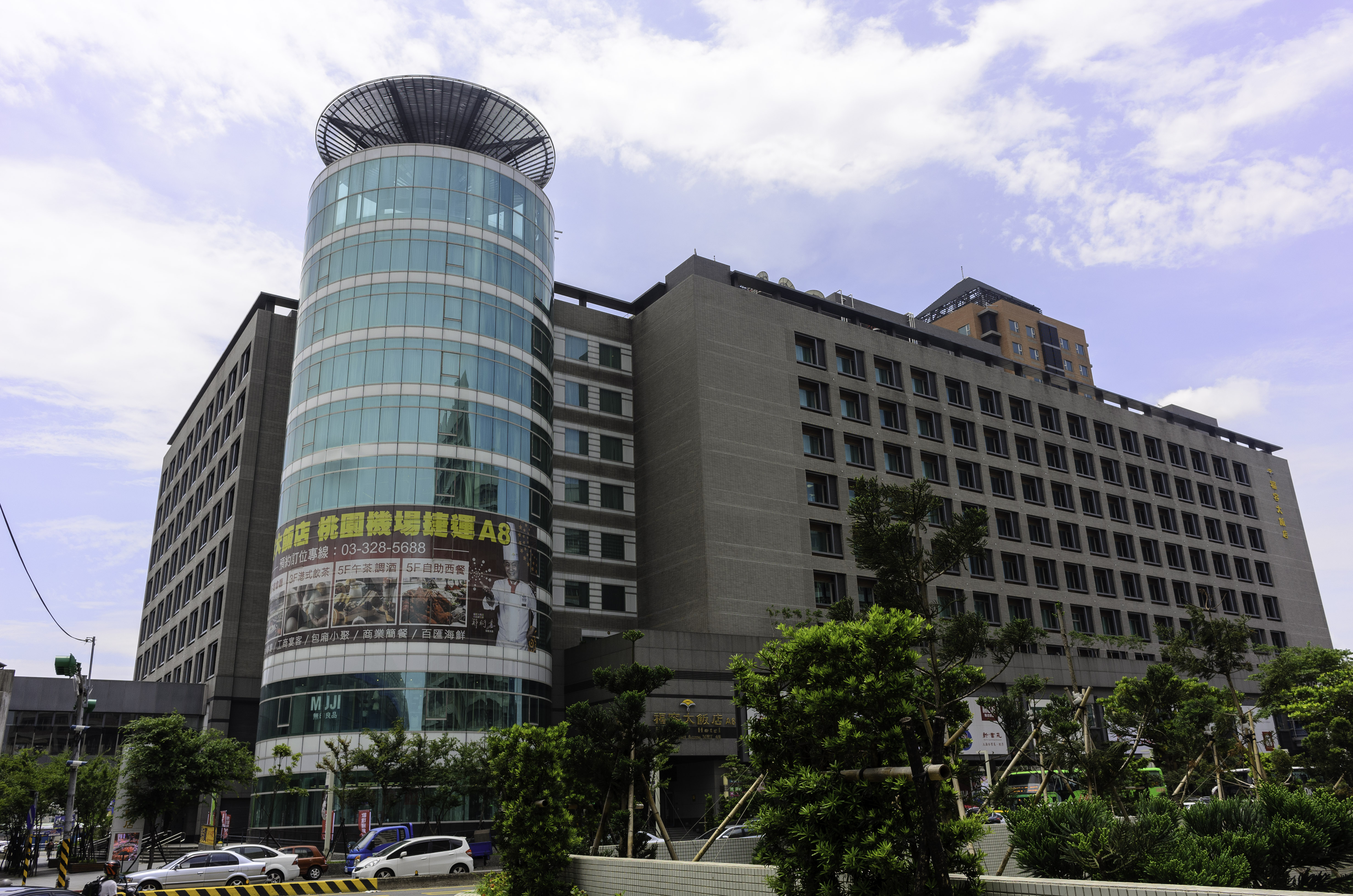
長庚醫院站共構大樓，地下一樓至二樓為環球購物中心，以上樓層為福容大飯店

長庚醫院站聯合開發案面積約1.2公頃，由交通部高速鐵路工程局、長庚醫療財團法人及台塑關係企業亞朔開發協議不動產開發，為台塑集團首度跨入商用不動產開發經營。由長庚醫療財團法人及亞朔開發投資興建地下4層、地上18層之住商混合大樓，用途包括百貨零售、住宅、旅館及辦公室等。大樓完工後將委外營運。飯店由麗寶建設旗下福容大飯店取得20年的營運權，商場由冠德建設旗下環球購物中心負責；長庚醫院則還可按照當初的開發協議，依土地權益配回一百戶左右的新屋及辦公樓可供租售。2015年4月聯合開發案工程竣工。環球購物中心桃園A8店，於2015年11月27日開幕，占地2,800坪，營業樓層為地下一樓至地上二樓。

## 車站周邊
- 長庚轉運站
- 林口長庚纪念醫院
- 環球購物中心桃園A8店
- 福容大飯店機場捷運A8館
- 桃園市龜山區文欣國民小學
- 桃園市立大崗國民中學
- 中山高速公路林口交流道
- 林口工三工業區
- 華亞科技園區
- 台灣菸酒股份有限公司桃園酒廠
- 桃園市公共自行車租賃系統
  - 捷運長庚醫院站（A8）
  - 捷運長庚醫院站（A8）東側

## 公車資訊
- 臺北客運：
  - 920 林口-捷運府中站
  - 925 蘆洲-林口
  - 948 林口-新北板橋公車站

- 大都會客運：
  - 937 林口-圓山

- 三重客運：
  - 786 公西－板橋
  - 786區 公西－捷運新莊站（新莊郵局）
  - 822 五股立體停車場－林口長庚醫院
  - 854 華亞園區－寶林路
  - 858 樹林－林口長庚醫院
  - 898 迴龍－長庚醫院
  - 936 林口-捷運圓山站
  - 945 林口-松山機場
  - 946 林口-內湖科技園區
  - 946副 林口-內湖科技園區
  - 966 林口-臺北車站
  - 967 長庚大學-中山高-臺北市政府
  - 1212 桃園市龜山區→中山高→三重區

- 桃園客運：
  - 202 體育大學-工四工業區
  - L315 大坑紅線(林口長庚-桃園海洋館)
  - L316 大坑藍線(林口長庚-桃園海洋館)
  - L317、L318 長庚醫院紅線(起訖點均為龜山區公所)
  - L319 長庚醫院藍線(起訖點均為龜山區公所)
  - L320 長庚直達綠線(龜山區公所-林口長庚)
  - L321 長庚直達黃線(龜山區公所-林口長庚)
  - L326 坪頂線(長庚國小-林口長庚)
  - L501 紅線(紅土厝(和平村)-長庚桃園分院)
  - L502 藍線(大觀路 1152 號-長庚桃園分院)
  - L301 綠線(蘆竹區公所-林口長庚)
  - L512 愛心福利 B 線(埔頂-林口長庚醫院)
  - L605A 長庚醫院線(新屋區公所-林口長庚醫院)
  - 5063 桃園-醒吾科技大學
  - 5116 桃園-臺北長庚醫院

- 統聯客運：
  - 213 桃園火車站-林口長庚醫院

- 桃園客運、中壢客運聯營：
  - 701 龍潭-長庚醫院
  - 702 大溪-長庚醫院

## 腳註

## 外部連結
- 桃園捷運 長庚醫院站 （页面存档备份，存于）（繁體中文）
- 桃園大眾捷運股份有限公司->乘車指南->路網圖（繁體中文）